# Berg am Irchel
Berg am Irchel is een gemeente en plaats in het Zwitserse kanton Zürich, en maakt deel uit van het district Andelfingen.
Berg am Irchel telt 562 inwoners.